# Бренон
Брено́н (фр. и окс. Brenon) — коммуна на юго-востоке Франции в регионе Прованс — Альпы — Лазурный берег, департамент Вар, округ Драгиньян, кантон Флейоск.
Площадь коммуны — 5,59 км², население — 27 человек (2006) с тенденцией к стабилизации: 24 человека (2012), плотность населения — 4,3 чел/км².

## Население
Население коммуны в 2011 году составляло 21 человек, а в 2012 году — 24 человека.
| 1962 | 1968 | 1975 | 1982 | 1990 | 1999 | 2004 | 2006 | 2009 | 2011 | 2012 |
| ---- | ---- | ---- | ---- | ---- | ---- | ---- | ---- | ---- | ---- | ---- |
| 17   | 15   | 15   | 16   | 14   | 22   | 26   | 27   | 25   | 21   | 24   |

Динамика населения:

## Экономика
В 2010 году из 16 человек трудоспособного возраста (от 15 до 64 лет) 13 были экономически активными, 3 — неактивными (показатель активности 81,3 %, в 1999 году — 92,3 %). Из 13 активных трудоспособных жителей работали 13 человек (8 мужчин и 5 женщин), безработных зарегистрировано не было. Среди 3 трудоспособных неактивных граждан 2 были учениками либо студентами, пенсионеров не было, а ещё 1 — был неактивен в силу других причин.